# Les Deux Flemmards
Pour plus de détails, voir Fiche technique et Distribution.
Les Deux Flemmards (titre original : Me and My Pal) est un film américain réalisé par Charley Rogers et Lloyd French (non crédité), sorti en 1933, mettant en scène Laurel et Hardy.

## Synopsis
Ollie, riche grâce à son portefeuille d'actions, va se marier ce matin. Son garçon d'honneur, Stan, lui offre un grand puzzle, qu'il déballe et commence à faire. Ollie se joint à lui, en attendant l'arrivée du taxi qui doit les amener sur le lieu du mariage. Ils restent accaparés par l'assemblage malgré l'heure qui passe, bientôt rejoints dans cette tâche par le chauffeur de taxi qui s'impatiente, puis par un policier qui vient verbaliser le chauffeur, enfin par le père de la fiancé, furieux du mariage raté ...

## Fiche technique
- Titre original : Going Bye-Bye!
- Titre français : Me and My Pal
- Réalisation : Charley Rogers, Lloyd French (non crédité)
- Photographie : Art Lloyd
- Montage : Bert Jordan
- Ingénieur du son : James Greene
- Producteur : Hal Roach
- Société de production : Hal Roach Studios
- Société de distribution : Metro-Goldwyn-Mayer
- Pays d’origine :  États-Unis
- Langue : Anglais
- Format : Noir et blanc - 35 mm - 1,37:1  -  sonore
- Genre : Comédie
- Longueur : deux bobines (en première partie de "Topper" (Le couple invisible Carry Grant/ Roland Young) prod MGM
- Dates de sortie : 
  - France : en 1938 (spectacles du Progres de Lyon)[réf. souhaitée]
  - États-Unis : 22 avril 1933

## Distribution
Source principale de la distribution :
- Stan Laurel (VF : Franck O'Neill) : Stanley
- Oliver Hardy (VF : Leo P. Nold) : Oliver Hardy
- James Finlayson : Peter Cucumber
- Marion Bardell : la jeune mariée

Reste de la distribution non créditée :
- Eddie Baker : un policier
- Billy Bletcher : un policier
- Carroll Borland : une demoiselle d'honneur
- Bobby Dunn : le porteur de télégramme
- Eddie Dunn (en) : le chauffeur de taxi
- Charlie Hall : le livreur
- Mary Kornman : une demoiselle d'honneur
- Charles McMurphy : un policier
- James C. Morton : l'agent de la circulation verbalisateur
- Frank Terry : Hives, le valet / Le speaker à la radio
- Charley Young : l'huissier